# Nelson Algren
Nelson Algren, nacido como Nelson Ahlgren Abraham (Detroit, 28 de marzo de 1909-Sag Harbor, 9 de mayo de 1981) fue un escritor estadounidense.
Hijo de un maquinista, creció en Chicago y trabajó a su modo mientras estudiaba en la Universidad de Illinois, en tiempos de la Gran Depresión. Sus novelas capturan la atmósfera del lado oscuro y pobre de las ciudades y están liberadas del habitual naturalismo por su visión del engreimiento, la gracia e inagotables anhelos de sus personajes.
Entre sus más populares obras se encuentran The Man with the Golden Arm de 1949 (apareciendo en la pantalla grande en 1956) y Walk on the Wild Side de 1956 (apareciendo en la pantalla grande en 1962). También publicó una afamada colección de cuentos llamada The Neon Wilderness en 1947.

## Relación con Simone de Beauvoir
El autor de Chicago estuvo vinculado por un largo periodo con Simone de Beauvoir. Esta relación está documentada en el libro A Transatlantic Love Affair: Letters to Nelson Algren. Desde 1947 hasta 1964, Simone de Beauvoir escribió cientos de cartas de amor al escritor estadounidense. Simone de Beauvoir dedica el libro Los mandarines a Algren. En dicho libro la escritora representa su relación con el escritor estadounidense en los personajes Anne Dubreuilh y Lewis Brogan.

## Obra publicada
| Año  | Título original                               | Título en castellano         |
| 1935 | Somebody in Boots                             |                              |
| 1947 | Never Come Morning                            | Nunca llega la mañana        |
| 1949 | The Man with the Golden Arm                   | El hombre del brazo de oro   |
| 1951 | Chicago: City on the Make                     |                              |
| 1956 | A Walk on the Wild Side                       | Un paseo por el lado salvaje |
| 1962 | Nelson Algren's Own Book of Lonesome Monsters |                              |
| 1963 | Who Lost an American?                         |                              |
| 1964 | Conversations with Nelson Algren              |                              |
| 1965 | Notes from a Sea Diary: Hemingway All the Way |                              |
| 1973 | The Last Carousel. Short Stories              |                              |
| 1983 | The Devil's Stocking                          |                              |
| 1992 | America Eats                                  |                              |
| 1993 | He Swung and He Missed                        |                              |
| 1994 | The Texas Stories of Nelson Algren            |                              |
| 1996 | Nonconformity                                 |                              |
| 2009 | Notes From a Sea Diary & Who Lost an American |                              |
| 2009 | Entrapment and Other Writings                 |                              |